# Disney's Beauty and the Beast: A Boardgame Adventure
Disney's Beauty and The Beast: A Boardgame Adventure es un videojuego de mesa y aventura desarrollado por Left Field Productions, Inc. y publicado por Electro Source en 1999 para la Game Boy Color. Está basado en la franquicia La bella y la bestia de Disney.

## Jugabilidad
Se trata de un juego de tablero en el que el jugador (o jugadores) lanza un dado, y según la casilla donde caiga, juega en una serie de 9 minijuegos elegidos aleatoriamente, tales como mover troncos de un lado a otro con un trampolín, esquivar obstáculos, entre otros.

## Recepción
IGN lo describe como un juego que "no tiene mucha variedad", aunque menciona también que "no está mal" como un "juego para niñas pequeñas", dándole una calificación de 6.0 sobre 10.